# Megalommum salutator
Megalommum salutator är en stekelart som först beskrevs av Smith 1873.  Megalommum salutator ingår i släktet Megalommum och familjen bracksteklar. Inga underarter finns listade i Catalogue of Life.